# LuckyもえClubMusic
『LuckyもえClubMusic』（ラッキーもえクラブミュージック）は、LuckyFM茨城放送で放送されているラジオ番組。

## 概要
2021年9月30日に放送を開始した、くまきもえがパーソナリティを務める音楽番組である。
ダンス・ミュージックやEDMを中心とした曲を流しつつ、リスナー（番組内では「クラブメイト」と呼ばれる）から届いたメッセージを紹介する。
また2022年1月6日の放送より、DJ YU-KIが新たなレギュラーとして出演している。
Twitterハッシュタグは「#らきもえ」、メールアドレスは 「moe@lucky-ibaraki.com」。
番組の収録は同じくくまきが出演する『HAPPYパンチ!』（水曜日）の生放送後に行われており、番組あてのメールは放送2日前の火曜正午までに送ればその週の放送に間に合うとされているが、毎週番組のエンディングでくまきが「忘れちゃうから、今送って」と呼び掛けるのが定番となっている。

## 放送時間
- 毎週木曜日 19:30 - 21:00（2022年3月31日 - ）

### 過去の放送時間
- 毎週木曜日 20:00 - 21:00（2021年9月30日 - 2022年3月24日）

## 出演者・スタッフ
出演者やスタッフには、英語名のニックネームがついており、番組内ではもっぱらこの名前で呼ばれる。
ただしパーソナリティのくまきに関しては、ニックネームであるはずの「ブリジット」は『今日のVIPさん』コーナー(後述)に登場するキャラクターの名前となっている。

### 出演者
- パーソナリティー - くまきもえ（ニックネーム：ブリジット）
- コーナー出演 - DJ YU-KI（ニックネーム：クリス） - 『Dig The Music!』のコーナーに出演

#### 代打パーソナリティ
- 大島千穂（当時は茨城放送アナウンサー）- 2022年6月9日[5][注釈 1]

### スタッフ
本名は明かされておらず、ニックネームのみ番組内で紹介される。
- ディレクター - サンディ
- プロデューサー - チャーリー

## コーナー
- 退勤ソング

オープニング＆CMに続き「らきもえ、盛り上がる音楽をかけま～す！」と紹介される1曲目。
番組の放送が始まる夜7時半まで残業していたクラブメイトが、気持ちよく退勤できるようなダンスミュージックを流す。
- Share my playlist

例えば「窓ふきプレイリスト」のように、毎週1つのテーマを決め、それに沿った曲を複数流す。
プレイリストのテーマはクラブメイトが投稿したものをもとに選ぶこともある。
- 今日のVIPさん

夜8時の時報と共に始まるコーナー、海外セレブにまつわるニュースやエピソードを紹介する。
コーナーの冒頭では、くまき扮する「ブリジット」が片言の日本語で挨拶をする。
- Check this out!

くまきが気になる最新のダンスミュージックを紹介する。2022年春の放送枠拡大と共に開始した。
- 今週の夜遊びサンディ

ディレクターのサンディが夜遊びをしてきた時のみ行われるコーナー。
サンディによる「クラブに行って感じたことや実際に現場でかかっていた曲など」のレポートをくまきが紹介する。
クラブメイトからの夜遊び報告が紹介される事もある。
- My Clubmate

略してマイクラ。毎月1人の海外DJをピックアップして紹介する。
「クラブミュージックを生み出すDJ、らきもえと一緒にもっと近くに感じていきましょう」というコンセプト。
- Dig The Music!

最新のクラブ事情や、番組が勧める音楽を紹介する。2022年1月6日放送より、DJ YU-KIが出演している。
2022年春の放送開始以降はDJ YU-KIによるDJ MIXを放送しており、クラブメイトからは「浄化タイム」とも呼ばれている。
毎月第3週はスポンサーであるヤシカ車体とのコラボ企画「Dig The Music～ヤシカ車体DAY～」。ヤシカ車体からのお題で制作されたMIXが流れる。
2本録りもしくは3本録りで収録される事があり、ゲストが連続で登場する場合もある。
- 今週のラッキーソング

エンディングで「明日ちょっと元気になれるラッキーソング」として紹介する。編集の都合でカットされる時もある。

## ゲスト

### スタジオ出演

#### 2022年
11月3日 - iamSHUM

#### 2023年
2月16日 - TJO
3月4日 - iamSHUM
3月30日 - チロ＆ぱぴこ (ヤシカ車体広報)
7月6日 - チロ＆ぱぴこ (ヤシカ車体広報)
8月31日/9月7日 - TJO
10月5日 - 菊地真衣 (LuckyFM茨城放送アナウンサー)
11月23日 - Sloppy Disk(TJO+KM)

#### 2024年
6月13日/6月20日 - TJO
6月20日 - 菊地真衣 (LuckyFM茨城放送アナウンサー)
9月5日/9月12日 - TJO

#### 2025年
3月6日 - 石塚 (ヤシカ車体広報)
7月3日 - 石塚 (ヤシカ車体広報)
8月7日 - 中原一徹 (気象予報士、NHK水戸放送局「いば6」気象キャスター)

### インタビュー

#### 2023年
7月27日 - 心之助 (※DJ YU-KIによるインタビュー)
10月12日 - Lucas & Steve (※DJ YU-KIによるインタビュー)

#### 2024年
6月13日 - Gryffin (※DJ YU-KIによるインタビュー)
10月3日 - アーミン・ヴァン・ビューレン (※インタビュー音源からの抜粋)

#### 2025年
2月13日 - Lucas & Steve (※DJ YU-KIによるインタビュー)
7月31日 - ニッキー・ロメロ (※DJ YU-KIによるインタビュー)

## エピソード
- くまきは番組のオープニングで「Hiya!」（ハイヤー）と言う挨拶を使用している[10]。クラブメイトから送られるメールも、この挨拶を用いたものが多い。
- この他「今日のVIPさん」のコーナーでブリジットが登場した時や、くまきが番組内で原稿を読み間違えるなどのミスをした時は、番組スタッフやクラブメイトたちが「ズコーッ!」と反応する[11]。
- くまきが埼玉県戸田市出身であることから、2022年4月から5月にかけて戸田市にまつわるメッセージが多く紹介された。